# Campionato Australiano Professionale
Campionato Australiano Professionale fu un torneo di tennis del circuito chiamato campionati professionali di tennis nel quale gareggiavano tennisti professionisti. Si disputò dal 1954 al 1966. Nella tabella seguente sono inseriti vincitori e finalisti delle varie edizioni.
| Anno | Vincitore     | Finalista       |             |
| ---- | ------------- | --------------- | ----------- |
| 1966 | Rod Laver     | Ken Rosewall    |             |
| 1966 | Ken Rosewall  | Pierre Barthes  |             |
| 1965 | Rod Laver     | Pancho Gonzales |             |
| 1965 | Rod Laver     | Ken Rosewall    |             |
| 1964 | Rod Laver     | Ken Rosewall    | Round Robin |
| 1962 | Ken Rosewall  | Andres Gimeno   |             |
| 1960 | Ken Rosewall  | Lew Hoad        |             |
| 1959 | Lew Hoad      | Ken Rosewall    |             |
| 1958 | Frank Sedgman | Tony Trabert    |             |
| 1957 | Pancho Segura | Frank Sedgman   |             |
| 1954 | Frank Sedgman | Pancho Segura   |             |